# Distretto di Baqiao
Il distretto di Baqiao (灞桥区S, Bàqiáo QūP) è un distretto della Cina, situato nella provincia dello Shaanxi e amministrato dalla città-prefettura di Xi'an.